# Karl Heinrich von Boetticher
Karl Heinrich von Boetticher (6 de enero de 1833 - 6 de marzo de 1907) fue un político conservador y estadista alemán. Ejerció como Secretario de Interior (1880-1897) y Vicecanciller de Alemania (1881-1897).

## Biografía
Nació en Stettin en Pomerania. Siendo el hijo de un juez, Boetticher estudió leyes en la Universidad de Wurzburgo y en la Universidad de Berlín. Fue gobernador de Schleswig en 1876. En 1878 se convirtió en miembro del Reichstag por el Partido Conservador Liberal. En 1879, fue teniente general de la provincia de Schleswig-Holstein. En 1880 sucedió a Karl von Hofmann como Secretario de Interior del Imperio Alemán. En 1881, también pasó a ser Vicecanciller en el gabinete de Bismarck. Mantuvo ambos puestos hasta 1897.
Como el representante del Canciller Bismarck, Boetticher introdujo numerosas reformas sociales, y la promulgación de las leyes de invalidez y seguros de vejez en 1889 se debió principalmente a su ímpetu y capacidad ejecutiva.